# بیمارستان پایگاه چهارم شکاری دزفول
بیمارستان پایگاه چهارم شکاری واقع در استان خوزستان، شهرستان دزفول بیمارستانی است نظامی وابسته به ارتش جمهوری اسلامی ایران.
هم اکنون این بیمارستان دارای بخش‌های اورژانس، داخلی، جراحی عمومی، اطفال، اتاق عمل، ارتوپدی و واحدهای پاراکلینیک و درمانگاهی می‌باشد.